# Microrégion de Porangatu
La microrégion de Porangatu est l'une des deux microrégions qui subdivisent le nord de l'État de Goiás au Brésil.
Elle comporte 19 municipalités qui regroupaient 216 200 habitants en 2006 pour une superficie totale de 35 172 km2.

## Municipalités[1]
- Alto Horizonte
- Amaralina
- Bonópolis
- Campinaçu
- Campinorte
- Campos Verdes
- Estrela do Norte
- Formoso
- Mara Rosa
- Minaçu
- Montividiu do Norte
- Mutunópolis
- Niquelândia
- Nova Iguaçu de Goiás
- Porangatu
- Santa Tereza de Goiás
- Santa Terezinha de Goiás
- Trombas
- Uruaçu